# Nadia Coolen
Nadia Coolen (Sittard, 17 augustus 1994) is een voormalig Nederlands voetbalster die van 2012 tot 2024 uitkwam voor PSV. In 2024 maakte Coolen, na een halfjaar uit te zijn gekomen voor het Belgische Oud-Heverlee Leuven, bekend te stoppen met voetbal.

## Carrière
Coolen speelde voor FC Geleen Zuid alvorens zij in 2011 de overstap maakte naar VVV-Venlo om te gaan spelen in de Eredivisie voor vrouwen. Ze raakte daar op de eerste training zwaar geblesseerd. In 2012 stapte ze over naar PSV/FC Eindhoven. Op 24 augustus 2012 maakte ze haar debuut in de Women's BeNe League voor PSV/FC Eindhoven tijdens de uitwedstrijd tegen ADO Den Haag. Ze viel in de 68e minuut in. De wedstrijd werd met 0-3 gewonnen. Coolen verlengde haar contract tot medio 2019.
Op 4 april 2024 maakte PSV bekend dat Coolen, na 12 seizoenen voor de club te zijn uitgekomen, aan het einde van het seizoen 2023/24 PSV zal verlaten. Op 22 juni 2024 tekende ze een tweejarig contract bij het Belgische Oud-Heverlee Leuven. Na een halfjaar besloot Coolen in onderling overleg met Leuven het doorlopende contract te ontbinden waarna Coolen een einde maakte aan haar profcarrière.

## Statistieken
| Seizoen | Club      | Competitie          | Competitie | Competitie | Beker | Beker | Internationaal | Internationaal | Totaal | Totaal |
| Seizoen | Club      | Competitie          | Wed.       | Dlp.       | Wed.  | Dlp.  | Wed.           | Dlp.           | Wed.   | Dlp.   |
| ------- | --------- | ------------------- | ---------- | ---------- | ----- | ----- | -------------- | -------------- | ------ | ------ |
| 2011/12 | VVV-Venlo | Eredivisie          | 0          | 0          | 0     | 0     | —              | —              | 0      | 0      |
| 2012/13 | PSV       | Women's BeNe League | 26         | 7          | 1     | 0     | —              | —              | 27     | 7      |
| 2013/14 | PSV       | Women's BeNe League | 22         | 5          | 4     | 2     | —              | —              | 26     | 7      |
| 2014/15 | PSV       | Women's BeNe League | 21         | 4          | 2     | 1     | —              | —              | 23     | 5      |
| 2015/16 | PSV       | Eredivisie          | 16         | 9          | 3     | 3     | —              | —              | 19     | 12     |
| 2016/17 | PSV       | Eredivisie          | 19         | 4          | 4     | 1     | —              | —              | 23     | 5      |
| 2017/18 | PSV       | Eredivisie          | 15         | 3          | 3     | 0     | —              | —              | 18     | 3      |
| 2018/19 | PSV       | Eredivisie          | 18         | 1          | 0     | 0     | —              | —              | 8      | 1      |
| 2019/20 | PSV       | Eredivisie          | 10         | 0          | 0     | 0     | —              | —              | –      | –      |
| 2020/21 | PSV       | Eredivisie          | 7          | 0          | 0     | 0     | —              | —              | –      | –      |
| 2021/22 | PSV       | Eredivisie          | 19         | 0          | 0     | 0     | —              | —              | 19     | 0      |
| 2022/23 | PSV       | Eredivisie          | 11         | 0          | 0     | 0     | —              | —              | 11     | 0      |
| 2023/24 | PSV       | Eredivisie          | 15         | 0          | 0     | 0     | —              | —              | 15     | 0      |
| Totaal  | Totaal    | Totaal              | 203        | 33         | 17    | 7     | 0              | 0              | 203    | 40     |

Bijgewerkt t/m 15 december 2024